# Open Geospatial Consortium
L'Open Geospatial Consortium, ou OGC, est un consortium international pour développer et promouvoir des standards ouverts, les spécifications OpenGIS, afin de garantir l'interopérabilité des contenus, des services et des échanges dans les domaines de la géomatique et de l'information géographique.  

## Le consortium
L'Open Geospatial Consortium Inc., ou OGC est une organisation internationale à but non lucratif fondée en 1994 pour répondre aux problèmes d'interopérabilité des systèmes d'information géographique (SIG). Elle est également connue sous ses anciens noms : Open GIS Project et Open GIS Consortium.
Les missions du consortium sont de regrouper tous les acteurs concernés afin de développer et promouvoir des standards ouverts garantissant l'interopérabilité dans le domaine de la géomatique et de l'information géographique et de favoriser la coopération entre développeurs, fournisseurs et utilisateurs.
Les standards et spécifications OpenGIS élaborés par l'OGC permettent de réaliser des systèmes et des services d'informations complexes et ouverts en favorisant des contenus et des services accessibles à tous et utilisables par tout type d'application. L'OGC cherche également à impliquer l'ensemble de la communauté dans le processus d'interopérabilité et à fournir une plate-forme d'échange pour promouvoir les développements communs. La méthode de travail repose sur une collaboration entre les différents acteurs basée sur le principe du consensus volontaire.
En 2004, l'OGC est passé de 20 membres à 250, s'étendant aux acteurs du secteur privé et a créé plusieurs antennes :
- OGCE, Open Geospatial Consortium (Europe) Limited (2000), forum régional ;
- OGC-A, OGC Austral-Asia (2003), forum régional ;
- OGCII, OGC-Interoperability Institute (2004), partenariat académique avec le monde de la recherche.

En 2009, l'OGC compte 371 partenaires du monde entier : structures commerciales et industrielles, agences gouvernementales et internationales, universités…
En janvier 2009, l'OGC et l'Open Source Geospatial Foundation (OSGeo) ont signé un protocole d'accord afin de coordonner les avancées sur les formats ouverts (mission de l'OGC) et les applications open source ou contenus libres (mission de OSGeo) dans le domaine de la géomatique.

## Spécifications
Parmi les standards donnés par l'OGC, on peut citer :
- WMS - Web Map Service
- WMTS - Web Map Tile Service
- WFS - Web Feature Service
- WCS - Web Coverage Service
- CS-W - Catalog Service Web
- WPS - Web Processing Service
- SFS - Simple Features - SQL
- GML - Geography Markup Language
- KML - Keyhole Markup Language
- SWE - Sensor Web Enablement
- TJS - Table Joining Service
- GPKG - GeoPackage